# Filadelfiaförsamlingen i Helsingfors
Filadelfiaförsamlingen i Helsingfors är en pingstförsamling i Helsingfors i Finland. Församlingen grundades 1920 vid namn Helsingfors pingstförsamling och är de äldsta svenskspråkiga pingstförsamlingen i Finland. År 1924 ändrades namnet till Filadelfia.

## Historia
I maj 1920 bildades den första pingstförsamlingen i Svenskfinland, Pingstförsamlingen i Helsingfors. Församlingen som var tvåspråkig bestod av tio personer med norrmannen Gerhard Smidt som föreståndare. År 1924 ändrades namnet till Filadelfia och 1925 efterträdde Eino I. Manninen Smidt som föreståndare.
Sin första möteslokal hade man på Elisabetsgatan 17 i Kronohagen. År 1928 begärde en grupp finskspråkiga utträde och bildade Saalemförsamlingen med Manninen som föreståndare. Lauri Mömmö tog hand om rodret i Filadelfia.

## Föreståndare
- 1920–1925: Gerhard Smidt
- 1925–1927: Eino I. Manninen
- 1927–1933: Lauri Mömmö
- 1933–? A. W. Rosenberg
- ? –1941: Tage Sjöberg
- 1942–1948: Lars-Eric Bergstén
- 1948–1951: Andreas Ericson
- 1951–1983: David Klemetz
- 1983–1993: Kenneth Grönroos
- 1993–? Ralf Dahl
- ?–2004: Harry Blomberg
- 2004–2012: Kenneth Grönroos
- 2012–ff: Johan Forsbäck och Lotta Forsbäck
- tf. 2022–2023: Petter Kohonen